# The Echo of Youth
The Echo of Youth è un film muto del 1919 scritto e diretto da Ivan Abramson. Prodotto dalla Graphic Films Corporation, aveva come interpreti Charles Richman, Leah Baird, Pearl Shepard, Jack McLean, William Bechtel.

## Trama
Dopo essere stato nominato alla Corte Suprema, il giudice Peter Graham viene contattato da Olive Martin, una donna alla quale da giovane era stato legato sentimentalmente. Lei, una cantante di New Orleans decisa a salire a ogni costo nella scala sociale, vuole diventare sua moglie e gli chiede di divorziare. In caso contrario, gli rovinerà la carriera, rivelando al mondo che dalla loro relazione era nato un figlio. Nel frattempo, a Boston, il figlio di Olive, Harold, e Anita, la figlia di Graham, si fidanzano. Ma, dopo l'agghiacciante scoperta di essere fratelli, i due giovani si lasciano andare alla disperazione. Anche il giudice sta per cedere all'angoscia e, mentre medita di por fine alla sua vita, viene salvato dal suicidio dalla venuta di Thomas, il cognato di Olive, che confessa di essere lui il vero padre di Harold e che Olive aveva solo adottato il ragazzo, cosa che alla donna sarebbe servita per ricattare Graham. Harold e Anita adesso possono sposarsi, mentre il giudice confessa alla moglie i suoi trascorsi giovanili e Olive, sconfitta, lascia la città.

## Produzione
Il film fu prodotto dalla Graphic Films Corporation, la casa di produzione fondata da Ivan Abramson.

## Distribuzione
Il copyright del film, richiesto da Ivan Abramson, fu registrato il 1º febbraio 1919 con il numero LU13382.
Il film fu presentato in prima a New York il 28 gennaio 1919, uscendo nelle sale statunitensi il 16 febbraio 1919. In Francia, con il titolo Échos de jeunesse, fu distribuito il 26 dicembre 1919.
Non si conoscono copie ancora esistenti della pellicola che viene considerata presumibilmente perduta.